# Золотий жук (економіка)
Золотий жук (англ. gold bug) — назва (деколи зневажлива) інвесторів, які грають на здорожчання золота (XAU — ISO 4217).
Назву було популяризовано під час виборів Президента США 1896 року, коли прибічники Вільяма Мак-Кінлі (англ. William McKinley) вдягали золоті прикраси аби показати свою незгоду з політикою біметалізму та срібла. Ймовірно, перше застосування назви слід шукати в творі Едгара Алана По «Золотий жук» про зашифровану карту скарбів.